# Nemoneura punctata
Nemoneura punctata är en tvåvingeart som först beskrevs av Philippi 1865.  Nemoneura punctata ingår i släktet Nemoneura och familjen fjärilsmyggor. Inga underarter finns listade i Catalogue of Life.